# Nydansker
Begrebet nydansker er kendt siden 1992 som betegnelse for en person, der bor i Danmark, men har rødder i et andet land - enten fordi personen selv er indvandret til Danmark, eller fordi indvandringen er sket inden for de seneste generationer i personens familie. Det er således omtrent synonymt med betegnelsen "person med anden etnisk baggrund end dansk". Det kan også ses som synonymt med Danmarks Statistiks officielle grupperinger af befolkningen i "indvandrere" og "efterkommere" (af indvandrere) modsat grupperingen "personer af dansk oprindelse".
Udtrykket er ikke helt ukontroversielt; nogle indvandrere tager afstand fra brugen af ordet, f.eks. med begrundelsen, at de efter flere årtier i Danmark ikke længere er "nye" danskere. Omvendt bruges det af andre som journalisten og debattøren Tarek Omar.
Foreningen Nydansker er en organisation, hvis formål er at "bane vej for nydanskere på arbejdsmarkedet". Den har godt 100 private og offentlige virksomheder som medlemmer. 
Tilsvarende navneordet nydansker findes også tillægsordet nydansk, der imidlertid også bruges i andre betydninger, således som sproghistorisk betegnelse for det danske sprog i perioden fra starten af 1500-tallet og frem til nutiden (mens det danske sprog i perioden 1100-1525 blev kaldt gammeldansk).